# 达维德·施托尔
达维德·施托尔（德語：David Storl，1990年7月27日—）是一名德国铅球运动员，他赢得2012年奥运会银牌、2011年和2013年世界田径锦标赛金牌，以及2015年世界田径锦标赛银牌（21.74米）。